# Vincent Ferré
Pour les articles homonymes, voir Ferré.
Vincent Ferré, né le 23 octobre 1974, est un professeur des universités français, enseignant-chercheur à l'université, connu en particulier pour ses travaux sur l'œuvre de l'écrivain britannique J. R. R. Tolkien.

## Biographie
Né à Mayenne, ancien élève de l'École normale supérieure de Fontenay-Saint-Cloud (LM 1994), ancien lecteur à Cambridge (Trinity College), titulaire de l'agrégation de lettres modernes (1997), d'un doctorat en littérature générale et comparée (2003) et d'une habilitation à diriger des recherches (2011, Paris-Sorbonne), il est professeur de littérature générale et comparée (classe exceptionnelle) à l'université Sorbonne-Nouvelle (Paris III), après avoir enseigné la littérature générale et comparée à l'université de Rennes 2 Haute Bretagne en 2000-2003 (comme allocataire-moniteur), puis à Caen (2004, comme ATER), à l'université Paris-XIII (Paris Nord, Villetaneuse) comme maître de conférences en 2004-2012 puis comme professeur à l'université Paris-Est-Créteil-Val-de-Marne (UPEC, ex-Paris XII) de 2012 à 2022.
Spécialiste du roman de la première moitié du XXe siècle (Marcel Proust, Hermann Broch, John Dos Passos), il travaille également sur la littérature du Moyen Âge et sa réception au XXe siècle, le médiévalisme, qu'il a contribué à définir et à étudier — et dont il a introduit le terme en France.
Ancien directeur du laboratoire « Lettres, Idées, Savoirs » (LIS, EA 4395) en 2016-2020, ancien vice-doyen aux relations internationales de la Faculté des Lettres de l'UPEC, et co-directeur de l'EUR du Grand Paris FRAPP (Francophonies et Plurilinguismes : Politique des langues). Ancien membre du conseil d'administration (de 2011 à 2019) et vice-président à la diffusion et à la valorisation de la recherche (2013-2017) de la Société française de littérature générale et comparée, il a été vice-président de l'association « Modernités médiévales » de 2005 à 2020 ; ancien administrateur de la liste de diffusion comparatiste « Métis » rattachée à fabula.org, site géré par l'association Fabula. Il est depuis 2006 membre de cette association, dont il a été trésorier en 2006-2013.

## Travaux sur l'œuvre de J.R.R. & Christopher Tolkien (livres, colloques, éditions et traductions)
Il est connu du grand public pour ses ouvrages sur l'écrivain britannique John Ronald Reuel Tolkien et pour ses traductions. Il a été chargé par Christian Bourgois puis Dominique Bourgois de l'édition en français des œuvres de l'écrivain anglais et de celles de Christopher Tolkien, collaborant à la traduction de plusieurs de leurs livres inédits en français, comme les Lettres, ou en supervisant leur traduction : volumes de l'Histoire de la Terre du Milieu (traduction de Daniel Lauzon, 3 volumes en 2006-2008), Les Enfants de Hurin ; Beren et Luthien ; La Chute de Gondolin... Un long travail d'analyse de la traduction du Seigneur des anneaux (1972-1973) par F. Ledoux, lancé en 2000, a débouché sur la publication, par Daniel Lauzon, d'une nouvelle traduction des trois tomes du Seigneur des Anneaux , parus respectivement en 2014, 2015, 2016, chez Christian Bourgois éditeur. Directeur de collection dans cette maison d'édition, il a précédemment supervisé la publication de la nouvelle traduction du Hobbit par Daniel Lauzon ; cinq ans plus tard il en va de même pour Le Silmarillion (octobre 2021).
Il a aussi collaboré au doublage des dialogues du premier film de la trilogie cinématographique de Peter Jackson adaptant l'œuvre majeure de J. R. R. Tolkien, ainsi qu'aux expositions Sur les terres de Tolkien (œuvres de John Howe, 2002-2004), Le Seigneur des anneaux, De l'imaginaire à l'image (œuvres de John Howe et Alan Lee, Bibliothèque nationale de France, 2003-2004), ou encore à la résidence artistique de John Howe à Saint-Ursanne (Suisse, été 2007), avant de traduire le Cahier de croquis du Seigneur des Anneaux d'Alan Lee en 2006 (avec Delphine Martin), puis Une tapisserie pour Tolkien de Cor Blok en 2011 et le Cahier de croquis du Hobbit (2020) d'Alan Lee.
Sur J.R.R. Tolkien, il a donné des conférences en Angleterre, en Suisse, en Allemagne, en Italie et en France. La collection « Médiévalisme(s) », qu'il a dirigée chez CNRS Éditions, a été lancée en septembre 2009 par la publication d'un ouvrage d'Isabelle Pantin consacré à Tolkien, Tolkien et ses légendes, Une expérience en fiction. Il a dirigé le Dictionnaire Tolkien, paru en octobre 2012 (réédité en poche dans une version revue et augmentée en octobre 2019) et organisé la même année un colloque sur « Tolkien et les Inklings » à Cerisy-la-Salle. Depuis 2012, il dirige également la collection « Essais » des éditions Bragelonne qui accueille, parmi des essais sur l'imaginaire (colloques de Cerisy, en particulier), des ouvrages consacrés à Tolkien, comme La Feuille de la compagnie, qui publie des inédits de J.R.R. Tolkien.
Il est mentionné dans les crédits du site officiel du Tolkien Estate comme faisant partie de l'équipe dirigée par Adam Tolkien, et comme ayant « coordonné les traductions [en anglais, français, espagnol] et été de toutes les étapes de la production finale du site ». En mars 2016, il a été chargé par la Bibliothèque nationale de France de préparer, comme commissaire, l'exposition consacrée en 2019-2020 à J.R.R. Tolkien, en lien avec la bibliothèque Bodléienne d'Oxford et la bibliothèque de l'université Marquette ; celle-ci reçoit en 2020 le Prix spécial du Grand Prix de l’Imaginaire décerné par le festival « Étonnants Voyageurs » de Saint-Malo. En 2019, il a dirigé la publication du catalogue de l'exposition, coédité par la BnF et Christian Bourgois. Nommé par Christopher Tolkien conseiller de son Estate, il publie en 2024 le recueil de témoignages et d'articles Les mondes de Christopher Tolkien. Hommage pour son centenaire.

## Publications

### Ouvrages consacrés à J.R.R. et Christopher Tolkien
- Tolkien : sur les rivages de la Terre du Milieu, Christian Bourgois, 2001  (ISBN 2-267-01573-0).
- Direction : Tolkien, trente ans après, Christian Bourgois, 2004  (ISBN 2267017385).
- Direction (avec M. Devaux et Ch. Ridoux) et auteur de Tolkien aujourd'hui [Actes du colloque de Rambures], Presses Universitaires de Valenciennes, 2011  (ISBN 978-2-3642400-63)[22].
- Direction du Dictionnaire Tolkien (1re éd. : CNRS Éditions, 2012), édition révisée, en format poche : Bragelonne, 2019, 2 volumes  (ISBN 979-1028105921)[23]
- Direction (avec A. Brocas), Tolkien. la fabrique d'un monde, 2013 (version en volume du dossier du Magazine Littéraire, 527, janvier 2013).
- Lire J.R.R. Tolkien, Paris, Pocket, 2014  (ISBN 2266242911), Prix spécial du Jury « Imaginales » (2015)
- Co-direction du numéro Tolkien/Lovecraft de la revue Europe, 1044, avril 2016 (dir. Vincent Ferré pour le dossier J.R.R. Tolkien, p. 103-201)
- Directeur et auteur principal de l'ouvrage collectif Tolkien, Voyage en Terre du Milieu, catalogue de l'exposition à la Bibliothèque nationale de France, Paris, BnF-Christian Bourgois éditeur, 2019 (Prix spécial du Grand Prix de l’Imaginaire 2020, festival « Étonnants Voyageurs » de Saint-Malo)
- Directeur et auteur de l'ouvrage collectif Les mondes de Christopher Tolkien. Hommage pour son centenaire, préface de Baillie Tolkien, photographies de Christopher Tolkien, AdAr, 2024, 300 p.  - EAN13 eBook [ePub + WEB] : 9782370680198

### Traductions d'ouvrages de J.R.R. et Christopher Tolkien
- Supervision de la traduction par Delphine Martin des avant-propos de The Lord of the Rings, éditions de 1954 et 1966, dans Tolkien : sur les rivages de la Terre du Milieu, Christian Bourgois, 2001.
- Révision de la traduction française de Humphrey Carpenter, J. R. R. Tolkien, une biographie [1980], éd. revue et augmentée, Christian Bourgois, 2002  (ISBN 2-267-01788-1).
- Traduction en collaboration avec Delphine Martin des Lettres, de J. R. R. Tolkien, Christian Bourgois, 2005  (ISBN 2267017881).
- Direction de la publication de Faërie et autres textes, Christian Bourgois, 2003  (ISBN 2-267-01696-6).
- Supervision de la traduction de nouvelles Lettres du Père Noël et de la révision de la traduction originale, Christian Bourgois, 2004.
- Traduction (avec Delphine Martin) du Cahier de croquis du Seigneur des Anneaux, d'Alan Lee, Christian Bourgois, 2006.
- Supervision de la traduction par Christine Laferrière de J. R. R. Tolkien, Les Monstres et les Critiques et autres essais, Christian Bourgois éditeur, 2006  (ISBN 2-267-018209).
- Supervision de la traduction par Daniel Lauzon et Elen Riot de J. R. R. Tolkien, Les Lais du Beleriand (Histoire de la Terre du Milieu, III), Christian Bourgois, 2006.
- Supervision de la traduction par Daniel Lauzon de J. R. R. Tolkien, La Formation de la Terre du Milieu (Histoire de la Terre du Milieu, IV), Christian Bourgois, 2007.
- Supervision de la traduction par Delphine Martin de J. R. R. Tolkien, Les Enfants de Húrin, Christian Bourgois, 2008.
- Supervision de la traduction par Daniel Lauzon de J. R. R. Tolkien, La Route perdue et autres textes (Histoire de la Terre du Milieu, V), Christian Bourgois, 2008 ; de ce texte est extrait un volume séparé : Les Étymologies, Christian Bourgois, octobre 2009  (ISBN 978-2-267-02053-3).
- Supervision de la traduction par Christine Laferrière de J. R. R. Tolkien, La Légende de Sigurd et Gudrún, Christian Bourgois, avril 2010  (ISBN 978-2-267-02106-6).
- Traduction de Une Tapisserie pour Tolkien, de Cor Blok et Pieter Collier, Christian Bourgois, 2011  (ISBN 978-2267022247)[24].
- Supervision de la traduction par Daniel Lauzon de J. R. R. Tolkien et Douglas A. Anderson, Le Hobbit annoté, Christian Bourgois, 6 septembre 2012[25].
- Supervision de la traduction par Daniel Lauzon de J. R. R. Tolkien, Le Hobbit, Christian Bourgois, octobre 2012.
- Supervision de la traduction par Christine Laferrière de J. R. R. Tolkien, La Chute d'Arthur, éd. de Christopher Tolkien, Christian Bourgois, 2013.
- Supervision de la traduction par Daniel Lauzon de J. R. R. Tolkien, Le Seigneur des anneaux 1 : La Fraternité de l'Anneau, Christian Bourgois, 2 octobre 2014.
- Supervision de la traduction par Daniel Lauzon de J. R. R. Tolkien, Le Seigneur des anneaux 2 : Les Deux Tours, Christian Bourgois éditeur, 2015
- Supervision de la traduction par Daniel Lauzon de J. R. R. Tolkien, Le Seigneur des anneaux 3 : Le Retour du Roi, Christian Bourgois éditeur, 2016
- Supervision de la traduction par Christine Laferrière de J. R. R. Tolkien, Beowulf : Traduction et commentaire, Christian Bourgois éditeur, 2015
- Supervision de la publication de J. R. R. Tolkien, Beren et Luthien, trad. par Daniel Lauzon, Christian Bourgois éditeur, 2017
- Supervision de la publication de J. R. R. Tolkien, La Chute de Gondolin, trad. par Daniel Lauzon, Adam Tolkien, Christian Bourgois éditeur, 2019
- Traduction du Cahier de croquis du Hobbit, d'Alan Lee, Christian Bourgois, 2020.
- Supervision de la traduction par Daniel Lauzon de J. R. R. Tolkien, Le Silmarillion, Christian Bourgois éditeur, 2021, 356 p.
- Supervision de la révision par Pauline Loquin de la traduction par Tina Jolas de J. R. R. Tolkien, Contes et légendes inachevés, édition de Christopher Tolkien, illustrations d'Alan Lee, John Howe & Ted Nasmith, Christian Bourgois éditeur, 2022, 558 p.
- Révision de la traduction de J.R.R. Tolkien, Peintures et aquarelles, édition de Christopher Tolkien, traduction d'Adam Tolkien, Christian Bourgois éditeur, 2022, 114 p.

### Divers
- Des articles et entretiens consacrés à Tolkien sont disponibles en ligne sur HAL[26].
- Direction de la collection "Essais", éditions Bragelonne depuis 2012 : en particulier supervision de la publication de S. Allouche et S. Laugier (dir.), Philoséries: Buffy contre les vampires (2014), Feuille de la compagnie, 3 : l'Effigie des Elfes sous la dir. de Michaël Devaux (2014), T. Shippey J.R.R. Tolkien, auteur du siècle (2016 ; prix spécial des Imaginales 2017)

### Ouvrages consacrés au roman européen duXXesiècle(dont Marcel Proust) et au médiévalisme
- Direction, avec Anne Besson et William Blanc, Dictionnaire du Moyen Âge imaginaire : le médiévalisme, hier et aujourd'hui, Paris, Éditions Vendémiaire, 2022, 464 p.
- Direction, avec R. Rossi et avec l’assistance de D. Paon, du numéro Proust et le roman moderne : perspectives comparatistes, Marcel Proust aujourd’hui, 14, Brill (Leiden), octobre 2017, 198 p.
- L’essai fictionnel. Essai et roman chez Proust, Broch, Dos Passos, Paris, Honoré Champion, coll. « Recherches proustiennes », 2013[27] (version remaniée de la thèse de doctorat)
- Direction d'ouvrage, avec A. Teulade et N. Corréard, L’herméneutique fictionnalisée. Quand l’interprétation s’invite dans la fiction, Paris, Classiques Garnier, 2015 [cop. 2014], 385 p.
- Studies in Medievalism 24, Medievalism on the Margins , éd. Karl Fugelso avec l’assistance de Vincent Ferré et Alicia Montoya, Cambridge, D.S. Brewer, 2015, 258 p.
- Direction d'ouvrage, avec A. Montoya : Speaking of The Medieval Today: French and Francophone Medievalisms, RELIEF, vol. 8, n°1 (2014). À lire en ligne.
- édition & coordination du dossier « La culture du passé », in Le Débat, 177, 2013/4, p. 117-144
- Direction d'ouvrage, (avec K. Haddad), Proust. Dialogues critiques (publication sur Fabula.org, octobre 2013)[28]
- Direction d'ouvrage, Médiévalisme, modernité du Moyen Âge, Itinéraires LTC, 2010, 198 p. (également en ligne)
- Direction d'ouvrage, avec K. Haddad, Proust, l’étranger, Amsterdam – New York, Rodopi, coll. « CRIN », 2010, 167 p.
- Direction d'ouvrage, avec D. Mortier, Littérature, Histoire et politique au XXe siècle. Hommage à Jean-Pierre Morel, Paris, Ed. Le Manuscrit, coll. « L’esprit des Lettres », 2010, 365 p.
- Direction du dossier Actualité de Broch, dossier critique pour la revue en ligne Acta Fabula, vol. 11, n°2, février 2010
- Direction d'ouvrage, avec A. Besson et Ch. Pradeau, Cycle et collection, Itinéraires et contacts de cultures, avril 2008, 416 p.[29].